# Masao Yagi
Masao Yagi (Japans: 八木 正生, Yagi Masao) (Tokio, 14 november 1932 - 4 maart 1991) was een Japanse jazz-pianist, arrangeur en filmcomponist.

## Biografie
Masao Yagi werkte vanaf de jaren 50 in de jazzscene van Tokio. In 1957 maakte hij zijn eerste plaatopnames (Jazz Message from Tokyo, met Sadao Watanabe, Tatsuro Takimoto, Kanji Harada). In 1958 speelde hij bij George Kawaguchi's Big Four Plus One. Midden jaren 60 nam hij met zijn album Plays Thelonious Monk (King Records) de eerste lp met Monk-composities buiten Amerika op. Op de plaat speelden ook Sadao Watanabe, Akira Nakano, Masanaga Harada en Sadakazu Tabata. Door het succes van het album werden Monks composities in Japan al snel populair en Monk nam vervolgens zelf een Japanse compositie op, Kōji No Tsuki (Moon over the Desolate Castle).
In de jaren 60 speelde Yagi o.a. met Charlie Mariano en Hidehiko Matsumoto (Jazz Inter-session, 1964) en Helen Merrill, tevens was hij met o.a. Masanaga Harada en Akira Miyazawa lid van de Swing Journal All Stars '67. In de decennia erna werkte Yagi met bijvoorbeeld Nobuo Hara, Yōsuke Yamashita, Hiroshi Ozaki, Harumi Kaneko en Yoshiko Goto. Verder werd hij vanaf de vroege jaren 60 actief als componist voor speelfilms en tv-series, zoals Ashita no Joe (1968–73), King Ping Meh (1969, regie Kôji Wakamatsu) en Legend of the Dinosaurs (1977).
Volgens discograaf Tom Lord speelde hij in de jazz van 1957 tot 1985 mee op 26 opnamesessies.

## Discografie (selectie)
- Modern Jazz Blue Mood (Columbia, 1965), met Norihiko Kitazato, Akira Miyazawa, Toru Konishi, George Ōtsuka
- Inga (King, 1978), met Shin Kazuhara, Shigeo Suzuki, Akira Miyazawa, Kiyoshi Sugimoto, Kunimitsu Inaba, Michio Nagoaka, Hideo Yamaki, Osamu Nakajima